# ۱۲۵ (میلادی)
۱۲۵ (میلادی) صد و بیست و پنجمین سال تقویم میلادی است.
‎